# 軒轅增三
HD 79452，又名BD+35 1966，SAO 61361、HR 3664，是一颗天貓座的恒星，视星等为5.97，位于銀經189.73，銀緯43.56，其B1900.0坐标为赤經9h 9m 6s，赤緯+35° 43.56′ 46″。